# Габриелли, Летиция
Летиция Габриелли (фр. Lætitia Gabrielli; р. 29 июня 1966, Париж) — французская актриса.

## Биография
Актриса корсикано-итальянского происхождения. Дебютировала в 1980 в фильме «Бум», где играла роль одной из подруг главной героини. Затем снималась в эпизодических ролях в кинофильмах и телесериалах. В 1988 исполнила главную роль в фильме Себастьена Жапризо «Жюийе в сентябре».
В 1990-е годы снималась в сериалах производства компании  AB Productions, в амплуа эксцентричной итальянки: Рози в «Элен и ребятах», Луны в «Девушках-соседках» и Риты в «Школе страстей». В 1998 играла в одном эпизоде «Каникул любви».
В 2000-е годы помимо телесериалов, снималась в нескольких телефильмах и короткометражных лентах.

## Фильмография
- 1980 — Бум / La Boum — Жоэль
- 1982 — Бум 2 / La Boum 2 — Жоэль
- 1982 — После всего, что мы сделали для тебя / Après tout ce qu'on a fait pour toi (телефильм) — Иза
- 1982 — Adios, Антуанетта / Adios, Antoinette (телефильм) — Магали
- 1983 — Вне закона / Le Marginal — Катрин
- 1983 — Чумовые полицейские / Flics de choc — Сильви Кортацци
- 1983 — Ночные врачи / Médecins de nuit (телесериал) — Жан
- 1985 — Ринг / Ringul — Карин
- 1985 — Гейм, сет и матч / Jeu, set et match (телефильм)
- 1985 и 1993 — Последние пять минут / Les Cinq Dernières Minutes (телесериал) — Клеманс / Розали
- 1988 — Жюийе в сентябре / Juillet en septembre — Камилла Жюийе
- 1990 — Возвращение Арсена Люпена / Le Retour d'Arsène Lupin (телефильм) — Элеонора
- 1992 — Room service — Маринетта
- 1992 — Нестор Бурма / Nestor Burma (телесериал; эпизод 3 «Коррида на Елисейских полях») — Флоранс Ламур
- 1994 — Элен и ребята / Hélène et les Garçons (телесериал; 37 эпизодов) — Рози
- 1994—1995 — Девушки-соседки / Les Filles d'à côté (телесериал; 26 эпизодов) — Луна
- 1995 — Наварро / Navarro (телесериал; 7-й сезон, эпизод 10 «Инкассатор») — Татьяна
- 1996 — Школа страстей / L'École des passions (телесериал; 6 эпизодов) — Рита
- 1998 — Каникулы любви / Les Vacances de l'amour (телесериал; 3-й сезон, эпизод 38 «Несчастный случай») — Карин
- 2001 — Почему ты сделал это? / Pourquoi t'as fait ça? (Court-métrage)
- 2002 — Island détectives (телесериал) — Софи
- 2003 — Я и мой француз / Moi et mon Blanc — Розали
- 2003 — Шутки в сторону / Blague à part (телесериал) — Тина
- 2003 — Рыжик / Poil de carotte (телефильм)
- 2012 — День, когда все рухнуло / Le Jour où tout a basculé (телесериал)
- 2013 — RIS Police scientifique (телесериал)
- 2014 — Маленькие соседские секреты / Petits secrets entre voisins (телесериал)